# Liriomyza myrsinitae
Liriomyza myrsinitae este o specie de muște din genul Liriomyza, familia Agromyzidae, descrisă de Erich Martin Hering în anul 1957.
Este endemică în Bulgaria. Conform Catalogue of Life specia Liriomyza myrsinitae nu are subspecii cunoscute.